# Bibbe Hansen

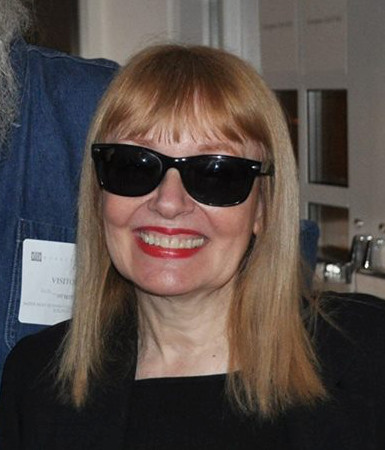
Bibbe Hansen

Bibbe Hansen (geboren am 31. Januar 1952) ist eine US-amerikanische Künstlerin und Schauspielerin. In den 1960er Jahren war sie das jüngste Mitglied von Andy Warhols Factory. Sie spielte in mehreren Avantgardefilmen von Jonas Mekas und Produktionen von Warhol mit. Warhols Film Prison handelt von Bibbe Hansens Erfahrungen in einem Jugendgefängnis, sie spielte darin selbst die Hauptrolle. Sie ist die Mutter des Musikers Beck Hansen.

## Leben
Bibbe Hansen wuchs im Umfeld der New Yorker Bohème auf. Ihr Vater war der Fluxus-Künstler Al Hansen, ihre Mutter die Dichterin Audrey Ostlin Hansen. Ihre Kindheit sei „chaotisch“, aber auch „inspirierend“ gewesen, sagte Hansen in einem Interview. Ihr Vater sei „ebenso genial wie unzuverlässig“ gewesen, sagte sie, ihre Mutter sei ein Heroin-Junkie gewesen. Sie nahm an Happenings mit Marcel Duchamp teil, die ihr Vater veranstaltete, und erhielt Tanz- und Schauspielunterricht und spielte ab dem Alter von 11 Jahren Theater.  Zusammen mit ihrer Schulfreundin Jan Kerouac, der Tochter des Schriftstellers Jack Kerouac gründete sie die Band The Whippets und nahm 1964 die Single Go Go Go With Ringo auf, eine Hommage an die Beatles, die in Kanada erfolgreich wurde. Wegen Drogenbesitzes und Ladendiebstählen saß sie in Jugendstrafanstalten ein, darunter im Jugendgefängnis Spofford Youth House in der Bronx. Nach ihrer Entlassung stellte ihr Vater sie als 13-Jährige in einem Café Andrew Warhol vor, der inspiriert durch ihre Gefängniserfahrungen mit ihr den Film Prison drehte, in dem auch Edie Sedgwick mitspielte. Sie spielte auch in seinen Filmen Restaurant, 10 Beautiful Girls, 10 More Beautiful Girls mit und assistierte ihm zusammen mit Gerard Malanga bei seinen Siebdrucken. „Meine Erinnerungen an die Factory sind die eines Kindes“, sagte Hansen 2004. „Ich war pleite und strampelte mich ab. Dann ging ich zu Andy, und er ging zum Lunch in wunderbare Restaurants oder in Night Clubs. Alle Frauen waren so schön angezogen.“ (“My recollections of the Factory are those of a child. I was broke and hustling. Then I’d go to Andy’s, and he’d be going to lunch in wonderful restaurants, out to nightclubs. And all the women were dressed so beautifully.”)
In den 1970er Jahren spielte sie in Brian De Palmas Film Phantom of the Paradise eine Tänzerin. Mit ihrem ersten Mann, dem  Musikproduzenten David Campbell, Vater ihrer Söhne Beck (geboren 1970) und Channing (geboren 1972), lebte sie in Los Angeles, wo sie mit der Punkkultur in Berührung kam. Nach ihrer Scheidung heiratete sie 1984 den Punk-Künstler Sean Carrillo, mit dem sie die Tochter Rain Whittaker adoptierte. Zusammen drehte das Paar Dokumentarfilme über die Alternativszene und machte Musik. Von 1990 bis 1995 betrieben Hansen und Carillo das Café Troy in Los Angeles, einen multikulturellen Treffpunkt für Künstler, Musiker und Filmemacher. Heute leben die beiden im Hudson Valley. Hansen ist als Schauspielerin und als bildende Künstlerin tätig und wird von der Gracie Mansion Gallery in New York City vertreten.

## Filmographie (Auswahl)
- 1965: Prison
- 1983: Olivia – Im Blutrausch des Wahnsinns
- 2016: Adam Green's Aladdin